# Horst Laubenthal

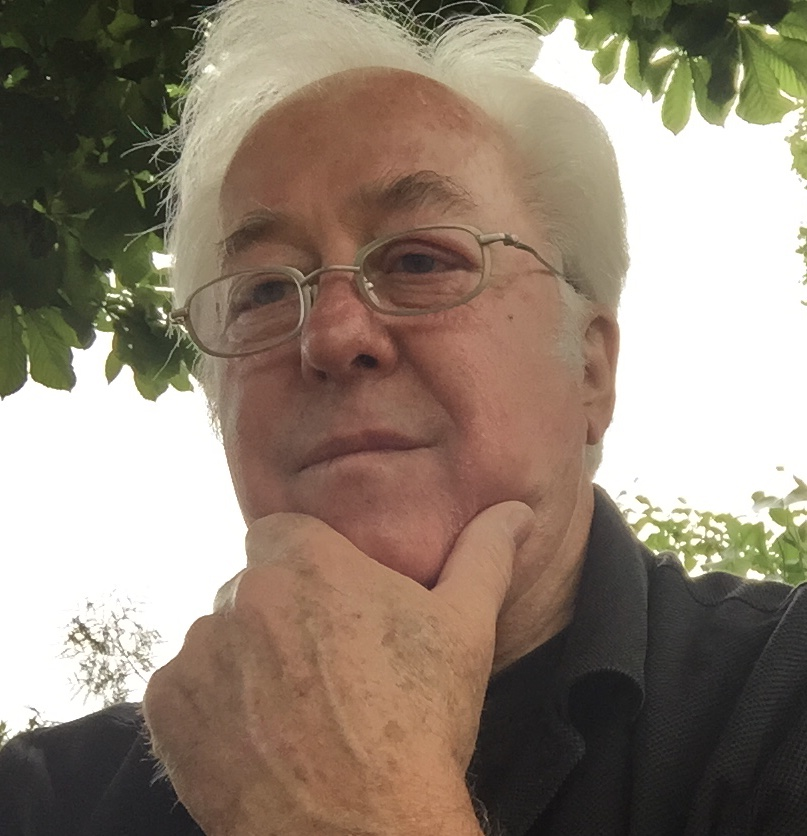
Horst Laubenthal (2021)

Horst Rüdiger Laubenthal (* 8. März 1939 in Eisfeld, Thüringen; eigentlich Horst Neumaier) ist ein deutscher Tenor.

## Leben
Horst Rüdiger Laubenthal absolvierte von 1960 bis 1965 ein Musikstudium an der Musikhochschule München. Gesang studierte er privat bei dem Tenor Rudolf Laubenthal. 1966 wurde er Preisträger beim Gesangswettbewerb des VDMK in Berlin. Seit seinem erfolgreichen Operndebüt 1967 als Don Ottavio in Don Giovanni von Wolfgang Amadeus Mozart beim Mozartfest Würzburg gehörte Laubenthal zur Elite der lyrischen Tenöre und machte sich besonders als Mozart-Sänger auch international einen Namen.
1968 sang er bei den Salzburger Festspielen in der Oper Zaide von Mozart die Rolle des Gomez. Ab 1968 war er festes Ensemble-Mitglied an der Staatsoper Stuttgart, ab 1973 hatte er zusätzlich einen Festvertrag mit der Deutschen Oper Berlin. 1970 erfolgte sein Debüt bei den Bayreuther Festspielen als Steuermann im Fliegenden Holländer. 1970 holte ihn Herbert von Karajan zu den Oster- und Sommerfestspielen nach Salzburg.
Laubenthal war ständiger Gast an allen großen Opernhäusern: Staatsoper Wien, Deutsche Oper Berlin, Staatsoper Hamburg, Bayerische Staatsoper München, Opernhaus Zürich, am Teatro Colón in Buenos Aires und an der Grand Opéra Paris. Außerdem sang er in Lissabon, Mailand, Catania, Madrid, Neapel und New York.
Laubenthals Repertoire reichte von der Vorklassik bis in die Moderne. Er sang neben den Mozartpartien auch Partien des slawischen Repertoires, z. B. den Prinzen in Rusalka und Hans in Die verkaufte Braut. Außerdem übernahm er die Titelrolle in Palestrina sowie Rollen in modernen Opern wie Bergs Wozzeck und Lulu und Udo Zimmermanns Weiße Rose.
Er arbeitete u. a. mit Herbert von Karajan, Georg Solti, Leonard Bernstein, Rudolf Kempe, Eugen Jochum, Karl Richter und Karl Böhm zusammen.
Als Lieder- und Konzertsänger war er in allen großen Musikzentren zu hören. Bis 2004 war er ordentlicher Professor an der Musikhochschule Würzburg. Horst Laubenthal ist Mitglied der Europäischen Akademie für Wissenschaft und Künste.
Horst Laubenthal ist verheiratet mit Marianne Laubenthal.

## Tonaufnahmen (Auswahl)
- Ludwig van Beethoven: Fidelio, mit José van Dam, Siegfried Rudolf Frese, Helen Donath, Helga Dernesch, Horst R. Laubenthal, Jon Vickers, Werner Hollweg, Dirigent: Herbert von Karajan, Berliner Philharmoniker, aufgenommen in Berlin 1970
- Korngold: Violanta, mit Walter Berry (Simone Trovai), Éva Marton (Violanta), Siegfried Jerusalem (Alfonso), Horst Laubenthal (Giovanni Bracca), Gertraut Stoklassa (Bice), Ruth Hesse (Barbara), Manfred Schmidt (Mateo), Heinrich Weber, Paul Hansen, Karin Hautermann, Renate Freyer; Chor des Bayerischen Rundfunks, Symphonieorchester des Bayerischen Rundfunks, Dirigent: Marek Janowski, Chorleitung: Heinz Mende, CBS Masterworks 1980[2]
- Franz Schubert: Duette, Terzette, Quartette, mit Elly Ameling (Sopran), Janet Baker (Mezzosopran), Peter Schreier (Tenor), Horst Laubenthal (Tenor), Rias Kammerchor, Brillant classics 2010